# Enzo Carella
Enzo Carella (Roma, 8 de enero de 1952 – 21 de febrero de 2017) fue un cantautor y artista italiano.  Activo desde 1976, su mayor éxito fue la canción "Barbara", que ocupó el segundo lugar en el Festival de Música de San Remo en 1979. 

## Discografía
Álbumes
- 1977 - Vocazione (IT, ZPLT 34017)
- 1979 - Barbara e altri Carella (IT, ZPLT 34065)
- 1981 - Sfinge (RCA Italiana, PL 31600)
- 1992 - Carella de Carellis (IT 74321 104021)
- 1995 - Se non cantassi sarei nessuno (L'Odissea di Panella e Carella) (IT 74321 26789 2)
- 2004 - Enzo Carella (BMG Ricordi Flashback, raccolta, 2 cd)
- 2007 - Ahoh Ye Nànà (Sony BMG)

Singles
- 1976 - "Fosse vero"/"Si rivede ragazza" (IT, ZT 7066)
- 1977 - "Malamore"/"L'anima pagliacciona" (IT, ZBT 7077)
- 1978 - "Amara"/"Carmè" (IT, ZBT 7094)
- 1979 - "Barbara"/"Veleno" (IT, ZBT 7127) Festival di Sanremo 1979
- 1981 - "Sfinge"/"Si, si può" (RCA Italiana PB 6540)